# Бюрократизація суспільного життя
Бюрократизація суспільного життя (бюрократія: буквально — панування канцелярії, від франц. bureau — бюро, канцелярія і грец. κρατος — влада) — суспільне явище, пов'язане з процесами розподілу праці та виокремленням прошарку професійних управлінців. Особливо швидкий розвиток Б.с.ж. спостерігається з кінця 19 ст., що пов'язано з формуванням т. зв. соціальної держави, яка виступає універсальним регулювальником найрізноманітніших аспектів соціуму. Про складні процеси державотворення свідчать, зокрема, такі дані: на початку 20 ст. в Західній Європі чиновники складали 3–6 % робочої сили, а наприкінці – 10–13 %. Проблема оптимізації наростання Б.с.ж. вийшла нині на рівень найважливіших суспільних проблем. Визначне місце історики зазвичай відводять темі Б.с.ж. в Російській імперії. За радянських часів (див. СРСР) у масовій літературі Б.с.ж. прийнято було трактувати як буржуазний пережиток та списувати на неї чи не всі негаразди соціалістичного будівництва.